# Club Nintendo
A Club Nintendo egy vásárlói hűségprogram volt, amit a Nintendo biztosított. A hűségprogramhoz való csatlakozás ingyenes volt, és a tagoknak jutalmakat nyújtott cserébe a fogyasztói visszajelzéseikért és a hűségért, hogy hivatalos Nintendós termékeket vásároltak. A Club Nintendo tagjai krediteket vagy „érméket” kaphatnak a Nintendós termékeken és rendszereken található kódok benyújtásáért cserébe, amiket el lehetett cserélni a csak a Club Nintendónál elérhető különleges kiadású tárgyakra. A jutalmak közzé tartoztak játékkártyák, táskák, kontrollerek, letölthető tartalmak és garancia bővítmények a kiválasztott Nintendós termékekhez.
2015. január 20-án be lett jelentve, hogy a Club Nintendo meg fog szűnni Észak-Amerikában 2015. június 30-án, majd Európában és Japánban 2015. szeptember 30-án, a közelgő új hűségprogram miatt. A Flipnote Studio 3D később elérhetővé vált minden észak-amerikai Club Nintendo tagnak ingyen, korlátozott ideig, valamint azok a felhasználók, akik feliratkoztak az új hűségprogram európai változatára, indulásakor szintén megkaphatták a Flipnote Studio 3D-t ingyen.
2015. március 17-én, miután váratlanul bejelentették üzleti partnerségüket a DeNA-val, a Nintendo azt állította, hogy velük együtt fognak dolgozni egy új, többplatformos tagsági szolgáltatáson, a My Nintendón, ami Club Nintendót helyettesíti Wii U-n, Nintendo 3DS-en és Nintendo Switchen, valamint más eszközökön, mint tableteken, okostelefonokon és számítógépeken. Eredetileg Japánban indult el 2016. március 17-én, a Nintendo első mobil címével a Miitomóval.

## Kiadványok

### Európa
Európában a Club Nintendo neve volt három magazinnak, amiket 1989 óta adtak ki. Az európai változatot több nyelven adták ki, és külön kiadványok voltak Németországban, Spanyolországban, Görögországban, Hollandiában, Svédországban, Dániában, Norvégiában, Finnországban, Olaszországban, Magyarországon, Szlovéniában és Csehországban. Mindegyik változatot később megszüntették és végül leváltották. Az utolsó német szám 2002 augusztusában jelent meg.

### Mexikó
A Club Nintendo neve volt a hivatalos mexikói Nintendo magazinnak. A magazint 1991 decemberében alapította José „Pepe” Sierra és Gustavo „Gus"” Rodríguez, akik korábban értesítőként dolgoztak az egyik hivatalos Nintendo boltban, Mexikóvárosban. Ez volt az első magazin Mexikóban a Nintendóról, amit videójáték rajongók készítettek és gyorsan Mexikó vezető játékmagazinja lett. 2015 januárjában átálltak csak-online formátumra, majd 2019 decemberében jelent meg az utolsó szám.

### Ausztrália
Ausztráliában a Club Nintendo egy magazin volt, ami 1991-ben indult és a Catalyst Publishing adta ki Melbourne-ban. Nagyjából 31 oldal hosszú volt, és a játékokból nagyon kevés képet tartalmazott.
A magazin megszűnését követően elindult a Nintendo Magazine System ausztrál változata. 1996-ban a Catalyst Publishing átvette a Nintendo Magazine Systemet az előző kiadótól.

## Hűségprogram
A Club Nintendo egy hűségprogram volt, ami jutalmakat ajánlott a tagoknak, akik pontokat (időnként „Csillagok”ként vagy „Csillag Pontok”ként hivatkozva rá, a program úgy is ismert, hogy Stars Catalogue (Csillag Katalógus); az észak-amerikai klub „Érméket” használt) gyűjtögettek, amiket elsősorban bizonyos első fél hardvereknek és Nintendós szoftvereknek megvásárlásával és regisztrálásával lehetett beszerezni. Pontokat szintén lehetett kapni bizonyos harmadik fél címeknek megvásárlásával, és ezen kívül lehetett szerezni pontokat a felméréseken való részvételen, meghívni másokat Club Nintendo tagnak, vagy csak egyszerűen meglátogatni a weboldalt.
A jutalmak közzé tartoznak az olyan digitális tartalmak, mint a számítógépes háttérkép, mobiltelefonos csengőhangok, vagy az olyan korlátozott példányszámú fizikai tárgyak, mint kulcstartók, naptárak, táskák, exkluzív dísztűk, pólók, más ruházati cikkek, soundtrack albumok és játékkontrollerek. A prémium jutalmak közzé tartoznak a Club Nintendo exkluzív videójátékok, amiket vagy digitális tartalmakként (WiiWare, DSiWare) vagy fizikai tárgyakként (Wii, DS) voltak ajánlva. Több jutalomtárgy exkluzív volt bizonyos Club Nintendo területeken, és a fizikai tárgyak csak időnként voltak elérhetőek korlátozott példányszámban.

### Japán
A Club Nintendo (japánul: クラブニンテンドー) egy hivatalos Nintendo klub volt a japán rajongóknak. 2003. október 31-én indult és ez volt a Nintendo második jutalom programja (az európai Nintendo VIP 24:7 program után), valamint az első, amit Club Nintendónak hívtak.
A japán Club Nintendo olyan jutalmakat ajánlott, mint Wii Remote-ok televíziós távirányító funkcióval, exkluzív és olyan ki nem adott piaci játékokat, mint például a Tingle’s Balloon Fight DS, vagy a Exclamation Warriors Sakeburein, játék soundtrack CD-ket (mint például a Touch! Generations Soundtrack) és olyan exkluzív tartozékokat, mint például a Super Famicom stílusú Classic Controller Wii-re.

### Európa
A Club Nintendo Európában Nintendo VIP 24:7-ként indult 2002. május 3-án, a Nintendo GameCube konzol európai indulásával egy időben. Ígértek exkluzív híreket, kritikákat, előzeteseket és fórumokat a tagoknak. Ugyanakkor, amiért a kiadott címeket gyakran elhalasztották az európai országokban (általában a lokalizáció miatt), az exkluzív tartalmakat gyakran máshol is meg lehetett találni az interneten. Amikor kijött a Wii, a VIP 24:7-et átnevezték Club Nintendóra, és átvették a japán Club Nintendo logót.
Az európai Club Nintendónak „Star Points” (Csillag Pontok) rendszere volt, ahol a tagok átválthatják a játékok és konzolok regisztrálásával beszerzett csillagokat tárgyakra a „Csillag Katalógus”ban és Wii pontokra a Wii Shop Channel használásához. Eredetileg naponta fiókonként legfeljebb két „Wii Points Cards”ot lehetett vásárolni; ez később napi egyre csökkent. 2008 szeptembere óta lehetett használni a csillagokat kislemezek és albumok vásárlására az azóta megszűnt zenei online áruházban emusu.comon.
A tagok, hogy pontokat szerezzenek, a bizonyos játékok és hardverek mellékletein található PIN kódokat kellett beütniük. Ezeknek az értéke 100 és 1000 csillag között volt. Tagként regisztrálva a Nintendo of Europe weboldalán a regisztráló 250 pontot kapott. Bátorítva más embereket, hogy regisztráljanak a Nintendo of Europe-al a tagok 250 csillagot kaptak regisztrálásokként. A regisztrálás után a tagok választhatták azt, hogy speciális e-maileket kapjanak a Nintendótól, amik felméréseket tartalmaztak és csillag jutalmakat a tagoknak. A weboldalra való látogatásért naponta öt csillagot lehetett kapni, de később ez a funkció eltűnt.

### Észak-Amerika
2002-ben indult egy regisztrációs program Észak-Amerikában, aminek a neve My Nintendo (nem összetévesztendő az ugyanazon nevű hűségprogrammal a My Nintendóval) volt. Ez által a fogyasztók regisztrálhatták játékaikat és konzoljaikat online, a termékeken található nyomtatott kódok által, közvetlen fizikai jutalmak vagy hasznok nélkül. 2005 óta kérdések merültek fel a Club Nintendo gyanús hiánya miatt a régióban. 2007-ben a Nintendo of America Rt. Marketing és Vállalati Ügyeinek akkori alelnöke, Perrin Kaplan azt állította, hogy az Egyesült Államok befogadó területe sokkal nagyobb, mint a más Club Nintnedo országokban, és ezért a program bevezetését tiltóan drágának találták. Kaplan szintén mondta, hogy a cég az előrendelési bónuszokat és a játékok regisztrálási promócióit a Club Nintendo alternatívájának tartotta. A Nintendo of America végül beletörődött a vásárlói igénybe, és 2008 októberében bejelentettek az észak-amerikai Club Nintendo programot.
A programot 2008. december 15-én indították el, visszavonultatva a My Nintendo regisztrációs programot. Az oldal nagy forgalmat tapasztalt indulásakor, ami belépési problémákat és lassú töltéseket okozott a felhasználóknak. 2008. december 24-én az oldal offline lett, és majdnem egy héttel később december 30-án újraindult jelentős infrastrukturális javításokkal. Az észak-amerikai katalógust a Nintendo Australiával együtt fejlesztették, és Érméket használt Csillagok helyett.
A program azon résztvevői, akik elérték a 300-érme „Arany” vagy a 600-érme „Platina” szintjelét a Club Nintendo év alatt (július 1-június 30.), azok szintén exkluzív tárgyakat kaphattak. A Platina Jutalmak általában olyan prémium tárgyak voltak, mint plüss kalapok vagy poszterek. Habár 2014-ben már nem voltak fizikai jutalmak Platináért vagy Aranyért, helyette válogatott olyan Wii/3DS játékok voltak, amik már megjelentek az eShopban. A múltban a legtöbb jelentős Platnina Tag jutalma a Punch-Out!! különleges és önálló WiiWare változata, a Doc Louis’s Punch-Out!!-ot, valamint egy műanyag szobrocska, ami tartalmazza a Mario játékok főszereplőit.
2011-ben a Nintendo of America elkezdett ajánlani letöltő kódokat a letölthető játékhoz, mint jutalmak, amik elérhetőek voltak Nintendo 3DS-re és Wii U-ra, valamint Wii-re, vagy a Wii U Wii módjában, és áraik 100 és 250 érme között voltak. A kínálat kezdetben kettő-négy, majd nyolc játék volt, minden hónapban nagyjából más. Amikor a nem-játék jutalmakra való rendelések megszűntek 2014. április 18-a és május 13-a között, a kínálatot öt további játékkal bővítették ki.

### Óceánia
A Club Nintendo Ausztráliában 2008. április 24-én indult el, a Mario Kart Wii kiadásával egy időben, majd a weboldal, a katalógus és a termék regisztráció 2009. március 11-én indult el, ugyanazt a rendszert használva, amit Nintendo of Europe nyújtott. A Nintendo Australia azt állította, hogy az ausztrál Club Nintendo jutalom katalógusa eltérne az európai és japán változatoktól és a Nintendo of Americával együtt fejlesztették. Ugyanakkor eltérően az észak-amerikai változattól – de az európaihoz hasonlóan – az ausztrál szolgáltatás Csillagokat használt érmék helyett.
A legtöbb Nintendo Australia által terjesztett vagy kiadott játék a Mario Kart Wii után tartalmazott egy kártyát, amivel a vásárlók regisztrálhatták játékaikat Club Nintendo pontokért.
Az ausztrál Club Nintendo egyszerre volt elérhető az ausztráloknak és az új-zélandiaknak, mivel a Nintendo Australia Új-Zélandon is működik.

### Dél-Afrika
A Club Nintendo Dél-Afrikában 2008 júniusában indult el.

## Egyéb
A Club Nintendo szintén neve volt egy vevőszolgálati programnak, ami Spanyolországban működött a 90-es években. A játékosok egy konzol, egy videójáték, vagy egy kiegészítő megvásárlásával kitölthetnek egy kérdőívet, amit levélben elküldhetik az ország Nintendójának központjába. Miután ezt megtette a játékos, kaphat egy műanyag Club Nintendo kártyát a nevével, egy társuló számmal, Mario képével és a Nintendo logójával. Ennek fő célja az volt, hogy telefonos segítséget nyújtsanak a nyomokról és trükkökről, hogy hogyan vigyék végig a játékokat és, hogy egy év során ingyen megkaphassák a Club Nintendo magazint.

## Bírálás
A hűségprogram kritikákat kapott, amiért a Nintendo of Europe Csillag Katalógusa csak az egyesült királysági, írországi, hollandiai, németországi, belgiumi, franciaországi, spanyolországi, olaszországi, valamint később a portugáliai és az oroszországi tagoknak érhető el. A Bergsala, amely felelős volt minden Nintendóval kapcsolatos forgalmazásért Skandináviában, 2006 végén bezárta a régió Club Nintendóját, amiért működtetése nem volt gazdaságilag megvalósítható. 2014-ben az amerikai Club Nintendo tűz alá került, amiért csak digitális játékokat ajánlgatott a Platina és az Arany tagoknak, akiknek túl sok pénzt kellett költeniük pozíciójuk eléréséhez, és csak olyan játékokat ajánlottak nekik, amiket már megvettek. Ugyanekkor híroldalak rendszeresen világítottak rá arra, hogy az amerikai Nintendo ajánlatai sokkal kisebbek, mint az európainak vagy a japánnak. A Digitális Letöltések az európai (Egyesült Királyság) Club Nintendónál csak 2015 márciusának közepétől voltak elérhetőek, ehhez képest az amerikai Club Nintendónál már két hónappal korábban.

## Megszűnés
2015. január 20-án a Nintendo bejelentette, hogy a Club Nintendo meg fog szűnni minden régióban az év során, és egy új hűségprogram fogja átvenni a helyét, amit a cég My Nintendónak nevezett el. A bejelentés előtt 2014 szeptemberében a cég komoly változtatásokat hajtott végre a Club Nintendo japán változatán, a tagi rangok megszüntetésével, és a hardverek (beleértve az akkor közelgő New Nintendo 3DS-t) regisztrálásának megszüntetésével. Ez később tükröződött az ausztrál változaton, mivel a tagok nem regisztrálhatták bármelyik New Nintendo 3DS-t, ami 2014 novembere óta van jelen a régióban. 2014 során az észak-amerikai Club Nintendo a fizikai jutalmak nagy hiányát tapasztalta, összehasonlítva más régiókkal.
2015. február 2-án Észak-Amerikában a Nintendo kiadta a játékok utolsó tételét, 117 címmel (118, ha beleszámítjuk a Club Nintendo exkluzív címet, a Grill-Off with Ultra Hand!-et, amely korábban már elérhető volt). Az utolsó tételben szintén jelen volt Doc Louis’s Punch-Out!!, egy másik korábbi Club Nintendo exkluzív cím. 2015. január 20-től minden az említett napot követően kiadott terméket már nem lehetett regisztrálni. 2015. március 31-e volt az utolsó nap, amikor Érméket lehetett szerezni termékek regisztrálásával, vagy feliratkozni új Club Nintendo tagsággal. Európában az ilyen utolsó nap 2015. október 1-én volt.

## Utód
A My Nintendo (マイニンテンドー; Hepburn: Mai Nintendó) egy hűségprogram, amit a Nintendo biztosított, és a Club Nintendo utódja. A rendszer a játékosokat, szoftver használásáért vagy játékok vásárlásáért pontokkal jutalmazza, amiket olyan jutalmakra lehet költeni, mint digitális játékok, fizikai tárgyak, vagy leárazások. A program 2016. március 17-én indult el Japánban, majd ugyanazon év március 31-én a világ többi részén, egy időben a Nintendo első mobil applikációjával, a Miitomóval.

## Fordítás
- Ez a szócikk részben vagy egészben  a   Club_Nintendo című angol Wikipédia-szócikk fordításán alapul.  Az eredeti cikk szerkesztőit annak laptörténete sorolja fel. Ez a jelzés csupán a megfogalmazás eredetét és a szerzői jogokat jelzi, nem szolgál a cikkben szereplő információk forrásmegjelöléseként.